# 1570
Il 1570 (MDLXX in numeri romani) è un anno  del XVI secolo.

## Eventi

### Europa
- 9 gennaio – Ivan il terribile inizia il Massacro di Novgorod.
- 23 gennaio – L'assassinio del re Giacomo Stewart causa la guerra civile in Scozia.
- 25 febbraio – Papa Pio V scomunica la regina Elisabetta I di Inghilterra con la bolla Regnans in Excelsis.
- 5 marzo – Cosimo I viene incoronato Granduca di Toscana.
- 20 maggio – Abraham Ortelius pubblica il Theatrum Orbis Terrarum, primo atlante moderno. Quest'atlante rese famoso il cartografo olandese Gerhard Kremer (Mercatore)
- 10 giugno – Viene fondato il Regno di Livonia.
- 22 luglio – Gli Ottomani iniziano l'Assedio di Nicosia.
- 8 agosto – La Pace di Saint-Germain conclude la terza guerra religiosa in Francia. Ancora, agli ugonotti viene promessa la libertà di culto e l'autonomia politica.
- 22 agosto – I Turchi Ottomani proseguono il loro attacco all'isola di Cipro, assediando Famagosta.
- 9 settembre – Si conclude l'Assedio di Nicosia con la vittoria dell'Impero ottomano, che conquista la città.
- 17 novembre – Un intenso terremoto colpisce Ferrara.
- Giunge in Europa la patata.

### America del Nord
- 5 agosto – Batista Segura arriva con un gruppo di missionari gesuiti nella Baia di Chesapeake per convertire al cristianesimo i nativi americani.

## Nati

### Gennaio
- 1º gennaio - Dorotea di Brunswick-Lüneburg, principessa († 1649)

### Febbraio
- 2 febbraio - Stephan Alexander Segesser von Brunegg, ufficiale svizzero († 1629)
- 18 febbraio - Maria Landi, nobile italiana († 1599)

### Aprile
- 12 aprile - Giovanni Tiepolo, patriarca cattolico italiano († 1631)
- 13 aprile - Guy Fawkes, militare inglese († 1606)

### Maggio
- 1º maggio - Bartolomeo Zucchi, presbitero, storico e letterato italiano († 1630)
- 4 maggio - Girolamo Rainaldi, architetto italiano († 1655)
- 22 maggio - Giovanni di Sassonia-Weimar, duca († 1605)
- 27 maggio - Arcasio Ricci, vescovo cattolico e giurista italiano († 1636)

### Giugno
- 8 giugno - Fulgenzio Micanzio, teologo e storico italiano († 1654)
- 14 giugno - Hocazade Esad Efendi, politico ottomano († 1625)
- 15 giugno - Murad Mirza, principe indiano († 1599)

### Luglio
- 26 luglio - Ottavio Rossi, archeologo e poeta italiano († 1630)

### Agosto
- 10 agosto - Filippo di Holstein-Gottorp, duca tedesco († 1590)
- 17 agosto - Satake Yoshinobu, militare giapponese († 1633)
- 22 agosto - Franz Seraph von Dietrichstein, cardinale e vescovo cattolico austriaco († 1636)

### Ottobre
- 4 ottobre - Péter Pázmány, cardinale e arcivescovo cattolico ungherese († 1637)
- 6 ottobre - Placido Nigido, teologo e gesuita italiano († 1640)

### Novembre
- 8 novembre - Agostino Gradenigo, patriarca cattolico italiano († 1629)
- 10 novembre - Francesco Sacchini, gesuita, storico e umanista italiano († 1625)
- 15 novembre - Francesco Curradi, pittore italiano († 1661)
- 26 novembre - Cristiano di Schleswig-Holstein-Sonderburg-Ærø, nobile danese († 1633)
- 30 novembre - Willem Janszoon, navigatore e esploratore olandese († 1630)

### Dicembre
- 4 dicembre - Francesco Giarratana, religioso italiano († 1645)
- 5 dicembre - Antonio Beatillo, teologo, storico e gesuita italiano († 1642)
- 29 dicembre - Guglielmo Lamormaini, gesuita e teologo austriaco († 1648)

### Senza giorno specificato
- Giovanni Battista Agatich, vescovo cattolico dalmata († 1640)
- Giuseppe Agellio, pittore italiano († 1650)
- Giovanni Battista Agucchi, arcivescovo cattolico e scrittore italiano († 1632)
- Terenzio Alciati, gesuita, teologo e storico italiano († 1651)
- Andrea Argoli, matematico, astronomo e astrologo italiano († 1657)
- Agnese Argotta, nobile italiana († 1646)
- Robert Ayton, poeta scozzese († 1638)
- Abraham Azulai, rabbino e religioso marocchino († 1643)
- Willem Backereel, pittore fiammingo († 1626)
- Thomas Bateson, organista e compositore inglese († 1630)
- Giovanni Andrea Bertanza, pittore italiano († 1630)
- Gabriele Bertazzolo, ingegnere e cartografo italiano († 1626)
- Francesco Bianciardi, organista e compositore italiano († 1607)
- Matteo Botti, diplomatico italiano († 1621)
- Carletto Caliari, pittore italiano († 1596)
- Gaspare Camarda, pittore italiano
- Jacques Cappel, religioso francese († 1624)
- Lobsang Chökyi Gyalsten, monaco buddhista tibetano († 1662)
- Abraham Cohen de Herrera, teologo e filosofo portoghese († 1635)
- Tommaso Contin, scultore e architetto svizzero († 1634)
- Damat Halil Pascià, politico e militare ottomano († 1629)
- Leonardo Della Torre, doge († 1651)
- Tommaso Dolabella, pittore italiano († 1650)
- Pierre Dupont, pittore francese († 1650)
- Gaspar Ens, matematico tedesco († 1650)
- Filip Fabricius, nobile ceco († 1632)
- Pietro Antonio Ferro, pittore italiano
- Matteo Ferrucci, scultore italiano († 1651)
- Simon Frisius, incisore olandese († 1628)
- Alessandro Gonzaga, nobile e politico italiano († 1625)
- Abel Grimmer, pittore fiammingo († 1619)
- Marco Antonio Guarini, storico e letterato italiano († 1638)
- Alexandre Hardy, drammaturgo francese († 1632)
- Karl von Harrach, militare austriaco († 1628)
- George Hay, I conte di Kinnoull, nobile e politico scozzese († 1634)
- Katharina Henot,  tedesca († 1627)
- Juan de Hevia Bolaños, giurista spagnolo († 1623)
- Pieter de Jode il Vecchio, incisore, editore e pittore fiammingo († 1634)
- Paolo Lembo, gesuita, astronomo e matematico italiano († 1618)
- Andrea Lilli, pittore italiano
- Hans Lippershey, ottico tedesco († 1619)
- Giacomo Lomellini, doge († 1652)
- Giovanni Luci, politico e giurista italiano
- Simão Machado, poeta portoghese († 1634)
- Giovanni Battista Manna, pittore e poeta italiano († 1640)
- Richard Martin, politico inglese († 1618)
- Bernard van Merode, nobile fiammingo († 1640)
- Giacomo Micalori, teologo, filosofo e astronomo italiano († 1645)
- Vincenzo Mirabella, storico, archeologo e architetto italiano († 1624)
- Mori Tadamasa, militare giapponese († 1634)
- Gaspare Murtola, poeta e scrittore italiano († 1624)
- Nakagawa Hidenari, militare giapponese († 1612)
- Giuseppe Nuvolo, monaco cristiano e architetto italiano († 1643)
- Jirjis Omaira El Douaihy, patriarca cattolico libanese († 1644)
- Pedro de Oña, poeta cileno († 1643)
- Asprilio Pacelli, compositore italiano († 1623)
- Ottaviano Picenardi, nobile, politico e diplomatico italiano († 1646)
- John Rigby,  inglese († 1600)
- Francesco Rivola, orientalista e presbitero italiano († 1655)
- Gian Vittorio Rossi, poeta, filologo e storico italiano († 1647)
- Egidius Sadeler, incisore fiammingo († 1629)
- Valerio Sale, giurista e poeta italiano († 1608)
- Giovanni Antonio Scaramuccia, pittore italiano († 1633)
- Giacomo Serra, cardinale italiano († 1623)
- Shimazu Toyohisa, militare giapponese († 1600)
- Robert Spencer, I barone Spencer di Wormleighton, nobile inglese († 1627)
- Mary Villiers, contessa di Buckingham, nobildonna inglese († 1632)
- Melchior Vulpius, musicista tedesco († 1615)
- Stephanus Zamosius, umanista, storico e numismatico ungherese († 1612)
- Clément Cyriaque de Mangin, poeta e matematico francese († 1642)
- Bernardo II del Congo, re († 1615)
- Kara Davud Pascià, politico e militare ottomano († 1622)
- Nurunnissa Begum, principessa indiana
- Shah Begum, principessa indiana († 1605)

## Morti

### Gennaio
- 4 gennaio - Giovanni Antonio De Nigris, giurista italiano (n. 1502)
- 8 gennaio - Philibert Delorme, architetto francese (n. 1514)
- 23 gennaio - Giacomo Stewart, conte scozzese (n. 1531)
- 25 gennaio - Philibert Babou de la Bourdaisière, diplomatico e cardinale francese (n. 1513)
- 30 gennaio - Luigi Gonzaga, nobile italiano (n. 1538)

### Febbraio
- 12 febbraio - Federico Gonzaga, nobile italiano (n. 1528)

### Marzo
- 11 marzo - Niccolò Franco, poeta e scrittore italiano (n. 1515)
- 16 marzo - Ippolita Gonzaga, nobile italiana (n. 1503)
- 17 marzo - William Herbert, I conte di Pembroke, nobile e politico inglese (n. 1501)

### Aprile
- 7 aprile - Girolamo Martinengo, militare italiano (n. 1519)
- 8 aprile - Giovanni Battista Cicala, cardinale e vescovo cattolico italiano (n. 1510)
- 8 aprile - Tommaso Fazello, presbitero, storico e antiquario italiano (n. 1498)
- 10 aprile - Johann Walter, compositore e cantore tedesco (n. 1496)
- 11 aprile - Isabella Colonna, nobile italiana (n. 1513)
- 13 aprile - Daniele Barbaro, patriarca cattolico e umanista italiano (n. 1514)
- 18 aprile - Ambrogio Aldegati, teologo e vescovo cattolico italiano
- 22 aprile - Muzio Calini, vescovo cattolico e scrittore italiano (n. 1525)

### Maggio
- 3 maggio - Pietro Loredan, doge (n. 1482)
- 6 maggio - Giovanni Camerino, architetto italiano

### Giugno
- 3 giugno - Alvise Pisani, cardinale e vescovo cattolico italiano (n. 1522)
- 12 giugno - Jean Mercier, umanista, ebraista e filologo francese
- 18 giugno - Bartolomeo Celsi, funzionario e militare italiano (n. 1534)
- 21 giugno - Juan Manrique de Lara, militare spagnolo (n. 1507)
- 23 giugno - Bernardino Blaceo, pittore italiano
- 28 giugno - Francesco Pisani, cardinale e vescovo cattolico italiano (n. 1494)

### Luglio
- 3 luglio - Aonio Paleario, umanista italiano (n. 1503)
- 6 luglio - Margaret Clement, matematica inglese (n. 1508)
- 15 luglio - Ignazio de Azevedo, gesuita portoghese (n. 1526)
- 15 luglio - Nicolaus Gallus, teologo tedesco (n. 1516)

### Agosto
- 9 agosto - Endō Naotsune, militare giapponese (n. 1531)
- 9 agosto - Makara Naotaka, militare giapponese (n. 1536)
- 15 agosto - Cesare Piovene, militare italiano (n. 1533)

### Settembre
- 5 settembre - Luigi Anguillara, botanico italiano (n. 1512)
- 5 settembre - Giovanni da Cavino, medaglista italiano (n. 1500)
- 7 settembre - Francesco Severi da Argenta, medico e poeta italiano
- 11 settembre - Johann Brenz, teologo tedesco (n. 1499)
- 11 settembre - Abdisho IV Maron

### Ottobre
- 1º ottobre - Frans Floris, pittore fiammingo (n. 1517)
- 18 ottobre - Manuel da Nóbrega, gesuita portoghese (n. 1517)
- 19 ottobre - Mori Yoshinari, militare giapponese (n. 1523)
- 19 ottobre - Oda Nobuharu, militare giapponese (n. 1549)
- 19 ottobre - Tsuda Nobuzumi, militare giapponese (n. 1549)
- 20 ottobre - João de Barros, scrittore e storico portoghese (n. 1496)
- 20 ottobre - Francesco Laparelli, architetto italiano (n. 1521)

### Novembre
- 26 novembre - Sakai Masahisa, militare giapponese
- 27 novembre - Jacopo Sansovino, architetto e scultore italiano (n. 1486)

### Dicembre
- 6 dicembre - Gian Giacomo dell'Acaya, ingegnere italiano (n. 1500)
- 27 dicembre - Luis Venegas de Henestrosa, compositore spagnolo (n. 1510)

### Senza giorno specificato
- Muzaffar II di Johor, sovrano malese (n. 1546)
- Alfonso de Ulloa, scrittore, traduttore e storico spagnolo
- Gabriele VII di Alessandria, vescovo cristiano orientale egiziano
- Millalelmo, militare nativo americano
- Hendrik van Bommel, teologo olandese
- Giovanni Carlo Bovio, arcivescovo cattolico italiano (n. 1522)
- Annibale Caccavello, scultore e architetto italiano (n. 1515)
- Virgilio Calamelli, ceramista italiano
- Henry Clifford, II conte di Cumberland, nobile britannico (n. 1517)
- Hieronymus Cock, pittore fiammingo (n. 1510)
- Moses Cordovero, rabbino ottomano (n. 1522)
- Marco Fileta Filiuli, filologo italiano
- Agostino Gallo, agronomo italiano (n. 1499)
- Jacques Grévin, drammaturgo francese
- Asakura Kagetaka, militare giapponese (n. 1508)
- Antonio Labacco, architetto italiano (n. 1495)
- Giorgio Lapazaya, matematico e presbitero italiano (n. 1495)
- Bartholomaeus Latomus, umanista lussemburghese (n. 1490)
- Agostino II Lodron, nobile italiano (n. 1540)
- Ulisse Martinengo, nobile italiano (n. 1545)
- Girolamo Mirola, pittore italiano (n. 1530)
- Nicolò Morlupino, poeta italiano (n. 1528)
- Francesco Palazzi, militare italiano (n. 1533)
- Francesco Primaticcio, pittore, architetto e decoratore italiano (n. 1504)
- Sadasiva Raya, sovrano indiano (n. 1542)
- Juan Ruiz de Arce, militare spagnolo (n. 1507)
- Massimo Troiano, poeta italiano
- Yi Hwang, filosofo coreano (n. 1501)
- Thomas Zelger, avvocato e politico svizzero
- Francesco da Castello, architetto e scultore italiano (n. 1486)
- Alonso de Covarrubias, architetto e scultore spagnolo (n. 1488)
- Diogo de Contreiras, pittore portoghese

## Calendario
| Calendario 1570 | Calendario 1570 | Calendario 1570 | Calendario 1570 | Calendario 1570 | Calendario 1570 | Calendario 1570 | Calendario 1570 | Calendario 1570 | Calendario 1570 | Calendario 1570 | Calendario 1570 | Calendario 1570 | Calendario 1570 | Calendario 1570 | Calendario 1570 | Calendario 1570 | Calendario 1570 | Calendario 1570 | Calendario 1570 | Calendario 1570 | Calendario 1570 | Calendario 1570 | Calendario 1570 | Calendario 1570 | Calendario 1570 | Calendario 1570 | Calendario 1570 | Calendario 1570 | Calendario 1570 | Calendario 1570 | Calendario 1570 | Calendario 1570 |
| --------------- | --------------- | --------------- | --------------- | --------------- | --------------- | --------------- | --------------- | --------------- | --------------- | --------------- | --------------- | --------------- | --------------- | --------------- | --------------- | --------------- | --------------- | --------------- | --------------- | --------------- | --------------- | --------------- | --------------- | --------------- | --------------- | --------------- | --------------- | --------------- | --------------- | --------------- | --------------- | --------------- |
|                 | 1               | 2               | 3               | 4               | 5               | 6               | 7               | 8               | 9               | 10              | 11              | 12              | 13              | 14              | 15              | 16              | 17              | 18              | 19              | 20              | 21              | 22              | 23              | 24              | 25              | 26              | 27              | 28              | 29              | 30              | 31              |                 |
| Gennaio         | Do              | Lu              | Ma              | Me              | Gi              | Ve              | Sa              | Do              | Lu              | Ma              | Me              | Gi              | Ve              | Sa              | Do              | Lu              | Ma              | Me              | Gi              | Ve              | Sa              | Do              | Lu              | Ma              | Me              | Gi              | Ve              | Sa              | Do              | Lu              | Ma              |                 |
| Febbraio        | Me              | Gi              | Ve              | Sa              | Do              | Lu              | Ma              | Me              | Gi              | Ve              | Sa              | Do              | Lu              | Ma              | Me              | Gi              | Ve              | Sa              | Do              | Lu              | Ma              | Me              | Gi              | Ve              | Sa              | Do              | Lu              | Ma              |                 |                 |                 |                 |
| Marzo           | Me              | Gi              | Ve              | Sa              | Do              | Lu              | Ma              | Me              | Gi              | Ve              | Sa              | Do              | Lu              | Ma              | Me              | Gi              | Ve              | Sa              | Do              | Lu              | Ma              | Me              | Gi              | Ve              | Sa              | Do              | Lu              | Ma              | Me              | Gi              | Ve              |                 |
| Aprile          | Sa              | Do              | Lu              | Ma              | Me              | Gi              | Ve              | Sa              | Do              | Lu              | Ma              | Me              | Gi              | Ve              | Sa              | Do              | Lu              | Ma              | Me              | Gi              | Ve              | Sa              | Do              | Lu              | Ma              | Me              | Gi              | Ve              | Sa              | Do              |                 |                 |
| Maggio          | Lu              | Ma              | Me              | Gi              | Ve              | Sa              | Do              | Lu              | Ma              | Me              | Gi              | Ve              | Sa              | Do              | Lu              | Ma              | Me              | Gi              | Ve              | Sa              | Do              | Lu              | Ma              | Me              | Gi              | Ve              | Sa              | Do              | Lu              | Ma              | Me              |                 |
| Giugno          | Gi              | Ve              | Sa              | Do              | Lu              | Ma              | Me              | Gi              | Ve              | Sa              | Do              | Lu              | Ma              | Me              | Gi              | Ve              | Sa              | Do              | Lu              | Ma              | Me              | Gi              | Ve              | Sa              | Do              | Lu              | Ma              | Me              | Gi              | Ve              |                 |                 |
| Luglio          | Sa              | Do              | Lu              | Ma              | Me              | Gi              | Ve              | Sa              | Do              | Lu              | Ma              | Me              | Gi              | Ve              | Sa              | Do              | Lu              | Ma              | Me              | Gi              | Ve              | Sa              | Do              | Lu              | Ma              | Me              | Gi              | Ve              | Sa              | Do              | Lu              |                 |
| Agosto          | Ma              | Me              | Gi              | Ve              | Sa              | Do              | Lu              | Ma              | Me              | Gi              | Ve              | Sa              | Do              | Lu              | Ma              | Me              | Gi              | Ve              | Sa              | Do              | Lu              | Ma              | Me              | Gi              | Ve              | Sa              | Do              | Lu              | Ma              | Me              | Gi              |                 |
| Settembre       | Ve              | Sa              | Do              | Lu              | Ma              | Me              | Gi              | Ve              | Sa              | Do              | Lu              | Ma              | Me              | Gi              | Ve              | Sa              | Do              | Lu              | Ma              | Me              | Gi              | Ve              | Sa              | Do              | Lu              | Ma              | Me              | Gi              | Ve              | Sa              |                 |                 |
| Ottobre         | Do              | Lu              | Ma              | Me              | Gi              | Ve              | Sa              | Do              | Lu              | Ma              | Me              | Gi              | Ve              | Sa              | Do              | Lu              | Ma              | Me              | Gi              | Ve              | Sa              | Do              | Lu              | Ma              | Me              | Gi              | Ve              | Sa              | Do              | Lu              | Ma              |                 |
| Novembre        | Me              | Gi              | Ve              | Sa              | Do              | Lu              | Ma              | Me              | Gi              | Ve              | Sa              | Do              | Lu              | Ma              | Me              | Gi              | Ve              | Sa              | Do              | Lu              | Ma              | Me              | Gi              | Ve              | Sa              | Do              | Lu              | Ma              | Me              | Gi              |                 |                 |
| Dicembre        | Ve              | Sa              | Do              | Lu              | Ma              | Me              | Gi              | Ve              | Sa              | Do              | Lu              | Ma              | Me              | Gi              | Ve              | Sa              | Do              | Lu              | Ma              | Me              | Gi              | Ve              | Sa              | Do              | Lu              | Ma              | Me              | Gi              | Ve              | Sa              | Do              |                 |